# Anuretes heckelii
Anuretes heckelii är en kräftdjursart som först beskrevs av Henrik Nikolai Krøyer 1863.  Anuretes heckelii ingår i släktet Anuretes och familjen Caligidae. Inga underarter finns listade i Catalogue of Life.